# Trương Tuấn (nhà Tống, sinh 1097)
Trương Tuấn (chữ Hán: 張浚, 1097 – 1164), tên tự là Đức Viễn, hiệu là Tử Nham cư sĩ, người Miên Trúc, Hán Châu , là Ngụy Trung Hiến công, tể tướng nhà Nam Tống, lãnh tụ của phái kháng Kim trong lịch sử Trung Quốc. Cùng với Nhạc Phi, Lý Cương, Hàn Thế Trung, Văn Thiên Tường, ông là 1 trong 5 vị quan trong thời Nam Tống được thờ tại Đế vương miếu (历代帝王庙) được nhà Minh, nhà Thanh xây dựng, trong đó thờ những vị quan văn, võ tướng được đánh giá là tài năng và tận trung nhất qua các triều đại.

## Xuất thân
Tuấn là hậu duệ của Trương Cửu Cao, em trai danh thần Trương Cửu Linh nhà Đường, dòng dõi Lưu hầu Trương Lương nhà Tây Hán. Cha là Trương Hàm, năm Nguyên Phong thứ 2 (1079) đỗ tiến sĩ, từng nhậm các chức thuộc quan của châu huyện; năm Thiệu Thánh đầu tiên (1094), triều đình cất nhắc 2 khoa Hiền, Lương, được thụ Kiếm Nam, Tây Xuyên tiết độ phán quan.
Trương Tuấn mồ côi từ năm lên 4, hành vi đoan chính, không hề dối trá, người hiểu chuyện đều cho rằng ông sẽ làm nên nghiệp lớn. Được chừng 20 tuổi, ông vào Thái Học (còn gọi là Quốc Tử Học). Năm Chánh Hòa thứ 8 (1118), đỗ Tiến sĩ. Đầu những năm Tĩnh Khang (1125 -1127), làm đến Thái Thường tự chủ bộ.

## Phò tá Cao Tông, đề xuất phòng bị
Tháng 5 năm Kiến Viêm đầu tiên (1127), Trương Bang Xương được người Kim đưa lên làm hoàng đế bù nhìn, Trương Tuấn trốn khỏi kinh sư. Nghe tin Triệu Cấu lên ngôi ở phủ Ứng Thiên , ông tìm đến, kịp tham dự nghi thức đăng cơ, được ban hàm Xu mật viện biên tu, rồi đổi làm Ngu bộ lang. Tháng 7, Trương Tuấn được Thượng thư hữu bộc xạ kiêm Trung thư thị lang (dân gian gọi là Hữu tướng) Hoàng Tiềm Thiện cất nhắc làm Điện trung thị ngự sử. Tháng 8, Trương Tuấn giúp Hoàng Tiềm Thiện đàn hặc Thượng thư tả bộc xạ kiêm Môn hạ thị lang (Tả tướng) Lý Cương là chuyên quyền. Sau khi Lý Cương bị bãi chức, lại tiếp tục chịu sự công kích của Trương Tuấn.
Quân Kim nam hạ, Tống Cao Tông trốn về miền đông nam, bộ hạ của Hậu quân thống chế Hàn Thế Trung bức nhiều quan viên té xuống nước chết đuối, Trương Tuấn tâu xin đoạt hàm Quan sát sứ của Hàn Thế Trung, để mọi người biết có quốc pháp. Ông dời sang làm Thị ngự sử. Bấy giờ Tống Cao Tông ở Dương Châu, Trương Tuấn dâng lời: "Trung Nguyên là căn bản của thiên hạ, xin hạ chiếu tập kết ở Đông Kinh, Quan Thiểm, Tương Đặng để đợi xa giá giáng lâm." Vì thế trái với chủ trương cầu hòa của Hoàng Tiềm Thiện, Trương Tuấn nhận hàm Tập Anh điện tu soạn, biếm ra ngoài làm Tri Hưng Nguyên phủ. Chưa lên đường, được cất nhắc làm Lễ bộ thị lang, Cao Tông triệu đến dụ rằng: "Khanh biết mà không nói, nói mà không hết, trẫm mới lên ngôi, chính là muốn một bước lên trời mà không có lông cánh, khanh gắng ở lại giúp trẫm" Ông được ban hàm Ngự doanh sứ tư tham tán quân sự. Trương Tuấn dự đoán người Kim ắt lại đến đánh, mà triều đình Nam Tống an nhiên tự đắc, bỏ bê phòng bị, nên ra sức khuyên tể tướng Hoàng Tiềm Thiện, Uông Bá Ngạn, nhưng 2 người đều cười ông quá phận.

## Dẹp loạn Miêu, Lưu, khôi phục Cao Tông
Mùa xuân năm Kiến Viêm thứ 3 (1129), quân Kim lại tiến xuống phía nam, Tống Cao Tông trốn đến Tiền Đường, để Chu Thắng Phi ở Ngô Môn chống giặc, lấy Trương Tuấn cùng tiết chế quân mã, không lâu sau Chu Thắng Phi được triệu về, chỉ còn một mình Trương Tuấn ở lại. Khi ấy ông tập hợp được mấy vạn quân, phủ dụ, an định giặc cướp các nơi. Bấy giờ thì Miêu Phó, Lưu Chánh Ngạn lật đổ Cao Tông, gởi thư thông báo đổi niên hiệu đến Bình Giang , Trương Tuấn mệnh cho tướng giữ nơi ấy là Thang Đông Dã giấu đi không tuyên. Chưa được bao lâu, bọn Miêu Phó lại truyền hịch đến, ông khóc to, triệu Đông Dã cùng Đề điểm hình ngục Triệu Triết đến bàn mưu dẹp giặc.
Bọn Miêu Phó lấy Thừa tuyên sứ Trương Tuấn (張俊) làm Tần Phượng lộ tổng quản; ông ta sắp đưa hàng vạn quân về phía tây, trên đường gặp Trương Tuấn. Ông cho rằng Trương Tuấn là người thành thực có thể cùng mưu việc lớn, vội giữ lại, cầm tay mà nói chuyện, rồi ôm nhau mà khóc, sau đó thông báo sẽ khởi binh hỏi tội Miêu, Lưu. Khi ấy Lữ Di Hạo nắm quyền Kiến Nghiệp, Lưu Quang Thế lĩnh binh Trấn Giang, Trương Tuấn sai người đưa thư gắn sáp, ước với Di Hạo, Quang Thế đem binh đến hội, rồi mệnh cho Trương Tuấn chia binh giữ Ngô Giang. Trương Tuấn dâng sớ xin đưa vua cũ trở lại, bọn Miêu Phó tìm cách ban hàm Lễ bộ thượng thư, mệnh cho ông đưa bộ hạ đến hành tại. Trương Tuấn cho rằng đại binh chưa tập hợp, nên chưa muốn lên tiếng dẹp giặc, bèn nói thác rằng Trương Tuấn đột ngột ra đi, lòng người chấn động, không thể không ở lại phủ dụ bộ hạ của mình.
Gặp lúc thủy quân của Hàn Thế Trung đến Thục, Trương Tuấn gửi thư chiêu dụ. Thế Trung đến, Trương Tuấn đại khao tướng sĩ của Trương Tuấn, Hàn Thế Trung, cổ vũ mọi người cùng đánh giặc. Sau đó ông lệnh cho Thế Trung đi gấp đến Tú Châu , giữ đường vận lương để đợi đại quân đến. Bọn Miêu Phó gởi thư chiêu dụ Trương Tuấn, ông cự tuyệt. Khi bọn Di Hạo, Quang Thế đến, Trương Tuấn kể tội bọn Miêu Phó, truyền hịch trong ngoài, soái các lộ quân tiến đánh.
Đại quân đến, bọn Miêu Phó sợ không dám ra, khách của Trương Tuấn là Phùng Phan mời tể tướng Chu Thắng Phi dẫn đầu trăm quan mời Cao Tông lên ngôi trở lại. Cao Tông ngự bút lấy Trương Tuấn làm Tri Xu mật viện sự. Ông tiến đến Lâm Bình, bọn Miêu Phó chống lại, bị Hàn Thế Trung đánh tan. Bọn Miêu Phó bỏ trốn, Trương Tuấn và bọn Di Hạo vào triều kiến, lạy rạp trên mặt đất. Cao Tông mấy lần thăm hỏi, lại truyền rằng Thái hậu muốn nhìn Trương Tuấn, đưa ông vào nội điện, trước sân cách rèm cho Thái hậu trông thấy. Cao Tông cởi đai ngọc bên mình ban cho, ông không dám nhận. Sau đó, Trương Tuấn mệnh cho Hàn Thế Trung đuổi bắt bọn Miêu Phó ở Mân Trung, giết hết bọn họ và đồng đảng.

## Chiêu dụ Tiết Khánh, bắt giết Phạm Quỳnh
Tiết Khánh khởi nghĩa ở ven sông Hoài, lực lượng lên đến mấy vạn người. Trương Tuấn sợ hắn làm bậy, đi tắt đến Cao Bưu, vào lũy của Khánh, chiêu dụ được hắn. Có tin đồn ông bị giặc bắt, bọn Lữ Di Hạo xin bãi các chức vụ mà ông đang quản. Trương Tuấn trở về, Cao Tông kinh ngạc, lập tức cho ông nhận lại chức vụ.
Trương Tuấn cho rằng muốn trung hưng phải bắt đầu từ Quan Thiểm, lại lo người Kim muốn vào Thiểm mà chiếm Thục, ắt đông nam không thể giữ, bèn hăng hái xin đi. Triều đình ban chiếu cho ông làm Xuyên, Thiểm tuyên phủ xử trí sứ, được tùy nghi làm việc. Sắp đi, Ngự doanh bình khấu tướng quân Phạm Quỳnh đưa quân từ Dự Chương đến hành tại, xin tha tội chết cho bọn Miêu Phó. Ông tâu Quỳnh đại nghịch bất đạo, xin bắt để trị tội. Hôm sau, Quỳnh bị bắt ở triều đường, giao cho các quan luận tội chết. Quân đội của ông ta bị chia cho Thần Vũ quân. Rồi Trương Tuấn mới lên đường.

## Thảm bại Phú Bình, mất Thiểm giữ Thục
Cao Tông hỏi đại kế, Trương Tuấn xin đặt Mạc phủ ở Tần Xuyên, sai Hàn Thế Trung trấn Hoài Đông, lệnh Lữ Di Hạo đến giúp Vũ Xương, còn Trương Tuấn, Lưu Quang Thế đầu đuôi giữ Tần Xuyên. Bàn bạc xong, ông lên đường, chưa đến Vũ Xương, thì Di Hạo đòi thay đổi kế hoạch. Trương Tuấn đã đến Hưng Nguyên, người Kim chiếm Phu Duyên  tướng địch là Lâu Túc Bột Cận đưa đại quân vượt sông Vị, đánh Vĩnh Hưng , các tướng Tống không đến cứu. Ông lập tức đi Quan Thiểm, hỏi thăm phong tục, bài trừ tệ nạn, kêu gọi hào kiệt ra sức vì nước, các tướng kính sợ mà nghe lệnh.
Gặp lúc có tin báo người Kim sắp đánh đông nam, Trương Tuấn mệnh cho chư tướng chỉnh quân đón địch. Không lâu sau người Kim đánh Giang, Hoài, Trương Tuấn lập tức đưa quân về cứu viện. Đến được Phòng Châu, biết người Kim đã quay lại phương bắc, ông lui quân về Quan Thiểm. Bấy giờ Ngột Truật vẫn còn ở Hoài Tây, Trương Tuấn sợ ông ta tiếp tục quấy nhiễu đông nam, muốn khống chế việc ấy, bèn quyết định hợp quân 5 lộ đánh phá Vĩnh Hưng, nhằm đánh động quân Kim. Quả nhiên nhà Kim gấp điều bọn Ngột Truật, Hoàn Nhan Lâu Thất, Hoàn Nhan Tông Phụ đến cứu, đôi bên đại chiến ở Phú Bình. 5 lộ quân Tống đại bại, Trương Tuấn lui về Hưng Châu , rồi lui về Lãng Châu ; kết tội thua trận mà biếm Lưu Tích, chém Triệu Triết; cắt đặt bọn Ngô Giới tổ chức phòng ngự, rồi dâng thư xin nhận tội. Tống Cao Tông tự tay viết chiếu thư xá miễn, không hề truy cứu.
Năm Thiệu Hưng đầu tiên (1131), anh em Ngô Giới, Ngô Lân đánh bại Kim soái Ngột Truật xâm phạm Hòa Thượng Nguyên. Năm sau, triều đình bái Trương Tuấn làm Kiểm hiệu thiểu bảo, Định Quốc quân Tiết độ sứ. Ông ở Quan Thiểm 3 năm, huấn luyện tân binh, đủ sức chống lại kẻ địch ngày một bành trướng; cất nhắc các tướng giỏi là Lưu Tử Vũ, Triệu Khai, Ngô Giới. Tuy nhà Tống đã mất Quan Thiểm, nhưng vẫn giữ vững được đất Thục.

## Chịu sự nghi kỵ, biếm chức phục chức
Ban đầu, Trương Tuấn cất nhắc Khúc Đoan làm Tuyên phủ xứ trí sứ tư Đô thống chế, Tri Vị Châu. Trước trận Phú Bình, Khúc Đoan bất đồng quan điểm, bị Trương Tuấn biếm làm Đoàn luyện phó sứ. Còn Ngô Giới thua trận Bành Nguyên Điếm, tố cáo Khúc Đoan không tiếp ứng. Sau khi quân Tống đại bại, tâm phúc Trương Trung Ngạn của Khúc Đoan đầu hàng người Kim, Trương Tuấn nghe theo mật mưu của Ngô Giới, kết tội Khúc Đoạn cấu kết mưu phản mà hạ ngục, dùng cực hình tra khảo, khiến ông ta phải chết trong ngục. Có người đàn hặc Trương Tuấn giết Triệu Triết, Khúc Đoan là vô cớ; cất nhắc bọn Lưu Tử Vũ là không hợp lẽ; triều đình bắt đầu nghi ngờ ông.
Năm Thiệu Hưng thứ 3 (1133), triều đình sai Vương Tự làm phó cho Trương Tuấn. Gặp lúc tướng Kim là Tát Li Hạt cùng quân ngụy Tề của Lưu Dự vào phá Kim Châu, Lưu Tử Vũ làm Hưng Nguyên soái, ước với Ngô Giới cùng giữ Tam Tuyền. Người Kim đến Kim Ngưu, quân Tống bất ngờ tấn công, giết đến mấy ngàn kẻ địch. Ông nghe Vương Tự đến, bất mãn, xin giải binh quyền của ông ta, lại tâu rằng Vương Tự không thể đảm đương nhiệm vụ. Tể tướng Lữ Di Hạo không hài lòng, lại thêm Chu Thắng Phi nói gièm, nên có chiếu gọi Trương Tuấn về triều kiến.
Đầu năm Kiến Viên thứ 4 (1130), Tân Bỉnh làm Tri Đàm Châu, Trương Tuấn ở Thiểm, dùng hịch gọi ông ta phát binh, Bỉnh không nghe, ông tâu lên đàn hặc ông ta. Đến nay, Tân Bỉnh làm Ngự sử trung thừa, dẫn đầu một đám người đàn hặc Trương Tuấn. Tháng 3 năm Thiệu Hưng thứ 4 (1134), ông bị bãi hàm Tri Xu mật viện sự, được nhận hàm Động Tiêu cung , cho ở Phúc Châu. Trương Tuấn đến nơi, dâng sớ bày tỏ nỗi lo người Kim dòm ngó đông nam. Tháng 9, con Lưu Dự là Lưu Lân quả nhiên đưa người Kim vào đánh, Cao Tông nhớ lời ông, bèn miễn chức Chu Thắng Phi, vào tháng 11 cùng năm, triệu Trương Tuấn làm Tư Chánh điện học sĩ đề cử Vạn Thọ quan kiêm Thị độc. Ông vào triều, Cao Tông tự tay viết chiếu biện giải rằng mình bị lừa dối, ban cho ông hàm Tri Xu mật viện sự.

## Dẹp loạn Dương Ma, giữ vững Hoài Nam
Tháng 2 năm Thiệu Hưng thứ 5 (1135), Trương Tuấn được ban hàm Thượng thư hữu bộc xạ, Đồng trung thư Môn hạ bình chương sự kiêm Tri xu mật viện sự, Đô đốc chư lộ quân mã, Triệu Đỉnh ban hàm Tả bộc xạ. Khi ấy Dương Ma (hoặc Dương Yêu) chiếm cứ Động Đình, quan quân chưa dẹp được, ông cho rằng Động Đình ở thượng lưu của Kiến Khang, sợ hắn ta làm hại, xin đi dẹp. Tháng 6, Trương Tuấn đích thân đốc chiến, Nhạc Phi dẹp xong khởi nghĩa Dương Ma. Trương Tuấn bèn tâu xin lấy Nhạc Phi đóng ở Kinh, Tương để tính Trung Nguyên, còn ông từ Ngạc, Nhạc chuyển đến Hoài Đông, đại hội chư tướng, bàn việc tổ chức phòng ngự. Cao Tông sai sứ ban chiếu gọi về hỏi han, Trương Tuấn dâng "Trung hưng bị lãm" 41 thiên, Cao Tông khen ngợi, đặt ghế cho ngồi.
Năm Thiệu Hưng thứ 6 (1136), Trương Tuấn hội chư tướng bàn bạc ở thượng du Trường Giang, muốn trị tội ngụy Tề đế Lưu Dự tiếm nghịch. Ông mệnh Hàn Thế Trung từ Thừa  nhằm vào Hoài Dương , Lưu Quang Thế tiến đến đóng quân ở Hợp Phì, Trương Tuấn tiến đến ở Hu Dị, lấy Dương Nghi Trung đi sau giúp Trương Tuấn; Nhạc Phi đến ở Tương Dương, nhòm ngó Trung Nguyên. Trương Tuấn vượt Trường Giang, phủ dụ khắp các đòn thú ở thượng du sông Hoài. Khi Trương Tuấn đến Hu Dị, Nhạc Phi đưa quân vào Thái Châu . Ông vào triều, mời Hoàng đế đến Kiến Khang. Xa giá khởi hành, Trương Tuấn đi trước đến thượng du Trường Giang, có tin báo Lưu Dự cùng cháu là Lưu Nghê hiệp với người Kim vào đánh, ông tâu rằng đây chỉ là quân của Lưu Dự mà thôi. Bọn Trương Tuấn, Lưu Quang Thế tỏ ra hoang mang, ông không cho lui quân, rồi mệnh cho Dương Nghi Trung đến đóng quân ở Hào Châu. Lưu Lân bức Hợp Phì, Trương Tuấn xin thêm quân, còn Lưu Quang Thế muốn lui quân, bọn tể tướng Triệu Đỉnh muốn triệu quân đội Nhạc Phi về phía đông. Ngự thư lệnh cho bọn Trương Tuấn, Lưu Quang Thế, Dương Nghi Trung về giữ Trường Giang. Trương Tuấn tâu lên phản đối việc điều động này, cho rằng nếu các cánh quân vượt Trường Giang quay về thì vùng Hoài Nam sẽ mất, có chiếu thư nghe theo lời ông. Dương Nghi Trung đến Hào Châu, Lưu Quang Thế đã bỏ Lư Châu chạy về phía nam, Hoài Tây chấn động. Trương Tuấn nghe tin, vội đến Thái Thạch, lệnh cho chém đầu bất cứ ai dám vượt sông trở về. Lưu Quang Thế đành phải dừng quân lại, cùng Dương Nghi Trung đón giặc. Lưu Nghê tấn công Dương Nghi Trung, bị đánh cho đại bại; Lưu Nghê, Lưu Lân đều nhổ trại bỏ trốn. Cao Tông viết thư khen ngợi, triệu ông về mà úy lạo.
Khi ấy Triệu Đỉnh bàn rằng xa giá nên về Lâm An, Trương Tuấn phản đối, Cao Tông nghe theo lời ông, biếm Đỉnh ra làm Tri Thiệu Hưng phủ. Năm thứ 7 (1137), Trương Tuấn nhờ công được Đặc tiến, không lâu sau, gia Kim tử quang lộc đại phu. Nghe tin Tống Huy Tông và Ninh Đức hoàng hậu nối nhau qua đời, ông xin phát chiếu cho quân dân để tang, Cao Tông nghe theo.

## Chọc giận Tần Cối, nhiều năm lận đận
Lưu Quang Thế sợ giặc ở Hoài Tây, tháng 3 năm thứ 7 (1137), Trương Tuấn tâu xin bãi chức của ông ta, từ chối đem quân đội của ông ta giao cho Nhạc Phi, mà giao lại cho đốc phủ (tức là đặt dưới quyền quản hạt của Trương Tuấn); rồi mệnh cho Tham mưu Binh bộ thượng thư Lữ Chỉ đến Lư Châu chỉ huy. Nhưng Xu mật viện (Xu mật sứ chính là Tần Cối) cho rằng đốc phủ nắm binh có chỗ đáng ngờ, xin đặt chủ soái, triều đình lấy Vương Đức làm Đô thống chế, Lệ Quỳnh làm phó. Lệ Quỳnh không phục Vương Đức, 2 người tố cáo lẫn nhau với Ngự sử đài. Ông bèn mệnh cho Trương Tuấn làm Tuyên phủ sứ, Dương Nghi Trung, Lưu Kĩ làm Chế trí phán quan để phủ dụ bọn họ. Bọn Trương Tuấn chưa đến, tháng 8, Lệ Quỳnh đã làm phản, bắt Lữ Chỉ về với Lưu Dự, Lữ Chỉ không theo nên bị giết. Trương Tuấn nhận tội sắp xếp không thỏa đáng mà xin chịu bãi chức, Cao Tông hỏi Tần Cối có thay ông được không? Trương Tuấn đáp: "Làm việc cùng nhau, thấy ông ta có chỗ mờ ám!" Cao Tông bèn dùng Triệu Đỉnh, Tần Cối vì thế căm ghét Trương Tuấn. Ông được nhận hàm Quan Văn điện Đại học sĩ Đề cử Giang Châu Thái Bình Hưng Quốc cung. Trương Tuấn tiếp tục bị đả kích, phải làm Bí thư thiếu giám phân tư Tây Kinh, biếm ra Vĩnh Châu. Năm thứ 9 (1139), nhân Kim – Tông nghị hòa nên triều đình đại xá, Trương Tuấn được làm Đề cử Lâm An phủ Động Tiêu cung. Không lâu sau, được ban hàm Tư Chánh điện đại học sĩ, Tri Phúc Châu kiêm Phúc Kiến an phủ đại sứ.
Sứ giả của Kim đến, trên danh nghĩa là ban chiếu dụ, Trương Tuấn dâng sớ tranh luận. Năm thứ 11 (1141), ông được ban hàm Kiểm hiệu thiểu phó, Sùng Tín quân Tiết độ sứ, sung làm Vạn Thọ quan sứ, miễn Phụng triều thỉnh (tên chức quan, ở đây có nghĩa là không được vào triều nữa). Năm thứ 12 (1142) phong Hòa quốc công.
Tháng 7 năm thứ 16 (1146), sao chổi xuất hiện ở phương tây, Trương Tuấn dâng sớ xin giết gian thần, Tần Cối cả giận, lệnh cho Đài gián đàn hặc, ông bị giáng làm Đặc tiến Đề cử Giang Châu Thái Bình Hưng Quốc cung, biếm ra Liên Châu. Năm thứ 20 (1150), bị dời đi Vĩnh Châu. Trương Tuấn bị biếm hơn 20 năm, kẻ sĩ không ai không thương tiếc, tướng lĩnh nhắc đến ông đều không khỏi than thở, đến phụ nữ trẻ con cũng biết đến Trương đô đốc. Người Kim sợ Trương Tuấn, mỗi lần sứ giả đến, đều hỏi ông đang ở đâu, chỉ sợ ông được dùng lại.
Tháng 10 năm thứ 25 (1155), Tần Cối chết. Tháng 12, Trương Tuấn được khôi phục hàm Quan Văn điện Đại học sĩ, nhận chức Phán Hồng Châu . Trước đó không lâu, Trương Tuấn đưa linh cữu của mẹ về Tây Xuyên, đến Giang Lăng lại dâng sớ đề nghị kháng Kim. Đồng đảng của Tần Cối là bọn tể tướng Mặc Kỳ Tiết, Thang Tư Thoái,... bất mãn, sai đài gián là bọn Thang Bằng Cử, Lăng Triết đàn hặc, biếm ông đến Vĩnh Châu.

## Đội tuyết vượt sông, tiết chế Kiến Khang
Tháng giêng năm thứ 31 (1161), quân Kim nam hạ, Tống Cao Tông giải trừ hạn chế đi lại đối với Trương Tuấn. Ông đến Đàm, nghe tin Khâm Tông băng hà, kêu khóc không ăn uống, dâng sớ yêu cầu triều đình định sách lược chiến đấu. Tháng 11, đổi làm Phán Kiến Khang phủ. Chưa được bao lâu, đại quân của Kim Hải Lăng Vương Hoàn Nhan Lượng xâm phạm, trong ngoài chấn động. Tháng 10, ông nhận hàm Quan Văn điện Đại học sĩ, chức Phán Đàm Châu. Tháng 11, ông nhận chức Phán Kiến Khang phủ kiêm Hành cung lưu thủ. Quân Tống thất thế, chủ soái Lưu Kĩ lui về Trấn Giang. Trương Tuấn ở Nhạc Dương mua thuyền, đội gió tuyết lên đường, khi ấy được tin quân Kim đã thiêu hủy Thái Thạch, không ai dám sang bờ bắc, chỉ có 1 chiếc thuyền nhỏ của ông vượt sông. Qua khỏi Trì Dương, được tin Hoàn Nhan Lượng đã chết, ông đến khao thưởng quân đội của Lý Hiển Trung. Sau khi đến Kiến Khang, Trương Tuấn gởi điệp cho Thông phán Lưu Tử Ngang chuẩn bị nghênh đón xa giá.
Năm thứ 32 (1162), xa giá đến Kiến Khang, Trương Tuấn lạy ở bên đường, vệ sĩ trông thấy, đều chắp tay vái chào cung kính. Ông bị phế rồi lại được dùng, phong thái thản nhiên, quân dân rất kính trọng. Xa giá sắp về Lâm An, Cao Tông úy lạo rằng: "Khanh ở đây, trẫm không lo gì phương bắc nữa!" Trương Tuấn được kiêm Tiết chế Kiến Khang, Trấn Giang phủ, Giang Châu, Trì Châu, Giang Âm quân (đơn vị hành chính) quân mã.
10 vạn quân Kim vây Hải Châu, Trương Tuấn mệnh Trấn Giang đô thống Trương Tử Cái đi cứu, đại phá địch. Ông chiêu tập trung nghĩa, rồi mộ tráng dũng Hoài Sở, dùng Trần Mẫn làm Thống chế. Ông cho rằng địch giỏi kỵ, ta giỏi bộ; đánh bộ thì cần nỏ, bắn nỏ thì cần xe, nên mệnh cho Trần Mẫn chế nỏ, sửa xe.

## Được Túc mất Túc, phòng bị Giang, Hoài
Tống Hiếu Tông lên ngôi, triệu kiến Trương Tuấn, nói: "Nghe tiếng ngài đã lâu, nay triều đình chỉ còn mỗi ngài!" rồi ban ghế cho ngồi mà hỏi han. Ông được nhận hàm Thiếu phó, Giang Hoài đông tây lộ Tuyên phủ sứ, tiến phong Ngụy quốc công.
Năm Long Hưng đầu tiên (1163), ông nhận hàm Xu mật sứ, Đô đốc Kiến Khang, Trấn Giang phủ, Giang Châu, Trì Châu, Giang Âm Quân quân mã. Quân Kim đóng ở 2 thành huyện Hồng, Linh Bích, nhòm ngó miền nam. Chủ quản điện tiền tư Lý Hiển Trung, Kiến Khang đô thống Thiệu Hoành Uyên hiến kế nhổ 2 thành ấy, ông tâu lên, Hiếu Tông cho phép. Trương Tuấn sai Lý Hiển Trung ra Hào Châu, đánh Linh Bích; Thiệu Hoành Uyên ra Tứ Châu, đánh huyện Hồng; còn tự mình đốc chiến. Lý Hiển Trung đánh bại đô thống Tiêu Kỳ ở Linh Bích, Thiệu Hoành Uyên vây huyện Hồng, thu hàng tướng Kim là Bồ Sát Đồ Mục, Tri Tứ Châu Chu Nhân, thừa thắng tiến chiếm Túc Châu, chấn động Trung Nguyên.
Tướng Kim là Hột Thạch Liệt Chí Ninh đến đánh Túc Châu, bọn Lý Hiển Trung thua chạy, Trương Tuấn dâng sớ nhận tội. Có chỉ giáng ông nhận hàm Đặc tiến, đổi làm Giang, Hoài tuyên phủ sứ.
Quân Tống thua trận trở về, nhiều người chê bai Trương Tuấn. Tống Hiếu Tông gởi thư cổ vũ ông. Tháng 3 năm Long Hưng thứ 2 (1164), Trương Tuấn lấy Ngụy Thắng giữ Hải Châu, Trần Mẫn giữ Tứ Châu, Thích Phương giữ Hào Châu, Quách Chấn giữ Lục Hợp; đắp thêm 2 thành Cao Bưu, huyện Sào cho thật to, sửa sang các quan ải để chống giặc, tụ thủy quân ở Hoài Âm, mã quân ở Thọ Xuân, ra sức phòng bị Lưỡng Hoài. Tống Hiếu Tông cho ông gia hiệu Đô đốc.

## Phản đối nghị hòa, tuyệt vọng xin về
Tướng Kim là Bộc Tản Trung Nghĩa đòi Nam Tống nạp 4 quận, tháng 4 năm thứ 2 (1164), Trương Tuấn về triều phản đối, Hiếu Tông cho dừng việc ấy, bái ông làm Thượng thư hữu bộc xạ, Đồng trung thư Môn hạ bình chương sự kiêm Xu mật sứ. Ông nhận chiếu tra xét vùng Giang, Hoài, ở những nơi hiểm yếu đều cho đắp thành, lũy, tăng số chiến hạm, chuẩn bị khí giới của quân đội. Khi xưa người Kim đóng quân ở Hà Nam, ngày nào cũng đòi quyết chiến. Sau khi Trương Tuấn đến, quân Kim rút về. Người Hoài Bắc đến quy phục không ngớt, hào kiệt Sơn Đông đều nguyện chịu sự chỉ huy của ông. Trương Tuấn thấy Tiêu Kỳ là dõng dõi đại tộc của Khiết Đan, tính thâm trầm, dũng cảm lại có mưu, bèn lệnh cho ông ta thống lĩnh hàng quân người Khiết Đan, rồi truyền hịch dụ người Khiết Đan làm nội ứng cho quân Tống.
Bọn Thang Tư Thoái kịch liệt đả kích Trương Tuấn, tìm cách bãi bỏ việc phòng bị, ông đành xin giải chức Đốc phủ, triều đình đồng ý, sau đó bãi bỏ nốt vị trí Giang, Hoài đốc phủ. Tả tư gián Trần Lương Hàn, Thị ngự sử Chu Thao nói ông trung thành, cần mẫn, nhân dân yêu mến, không nên biếm ra ngoài. Trương Tuấn được ở lại Bình Giang, nhận thấy công cuộc kháng Kim đã vô vọng, bèn xin trí sĩ, được ban hàm Thiếu sư, Bảo Tín quân Tiết độ sứ, Phán Phúc Châu. Trương Tuấn từ chối, được đổi làm Lễ Tuyền quan sứ. Từ đây triều đình quyết tâm nghị hòa.
Tháng 8 cùng năm, Trương Tuấn bệnh mất.

## Dật sự
Tương truyền sau khi Trương Tuấn đắc tội với Tần Cối, bị biếm đến Linh Lăng, chỉ đem theo một ít vật dụng. Đồng đảng của Tần Cối vu cáo ông liên kết với bộ hạ cũ ở đất Thục, mưu tính làm phản, nên Tống Cao Tông cho người thu hết hành trang của Trương Tuấn. Rốt cục chỉ tìm thấy những thư, từ bày tỏ lòng yêu nước và quần áo cũ rách, Tống Cao Tông than rằng: "Không ngờ Trương Tuấn lại nghèo như vậy!" vì thế sai sứ giả đuổi theo ban cho ông 300 lạng vàng. Biết tin có sứ giả đuổi theo, nhiều người cho rằng triều đình muốn giết Trương Tuấn, ông vẫn bình thản, hỏi xem sứ giả là ai, thì được biết là con trai của Dương Tồn Trung (tức Dương Nghi Trung). Trương Tuấn nói: "Ta chưa đến lúc chết đâu! Tồn Trung là bộ hạ cũ của ta. Nếu muốn giết ta, ắt phải sai người khác đến!" Quả nhiên sứ giả đến giao cho ông 300 lạng vàng.

## Đánh giá
Trương Tuấn từ nhỏ đã ôm chí lớn. Khi làm một chức mạc quan ở Hi Hà quân, ông đi khắp thành lũy biên thùy, quan sát hình thế sông núi; cùng các tướng lĩnh uống rượu nói chuyện, hỏi han những phương lược trấn thủ từ xưa đến nay, bàn bạc những chỗ đúng sai. Nhờ vậy Trương Tuấn nắm rõ công tác phòng bị biên thùy, sau khi triều đình chạy về nam, luôn cho rằng hình thế cõi đông nam bất lợi, muốn giành lại Trung Nguyên cần phải dời hành tại đến Kiến Khang.
Vào buổi đầu của triều đình Nam Tống, ông muốn thăng tiến, nên tích cực tham gia chỉ trích Lý Cương. Sau thất bại Phú Bình, ông vì bất đồng quan điểm mà hãm hại Khúc Đoan. Sau chiến dịch Hoài Nam, ông giành lấy binh quyền ở quân đội Hoài Tây nhưng lại sắp xếp không thỏa đáng, khiến cho tướng phản binh loạn. Theo Chu Mật, Tề Đông Dã Ngữ, trích dẫn từ Vương Minh Thanh, Huy Chủ Lục, chép: Hiếu Tông dùng lại Trương Tuấn, Đức Thọ Cung (nơi ở của Tống Cao Tông sau khi nhường ngôi, ở đây chỉ Cao Tông) nói rằng: "Đừng tin vào hư danh của Trương Tuấn, tương lai ắt lầm đại kế. Hắn chỉ đem danh dự và tài vật của quốc gia tặng cho người ta mà thôi!" Quả nhiên quân Tống thua chạy khỏi Túc Châu.
Nhưng tấm lòng kiên trung ái quốc của Trương Tuấn là rõ ràng. Theo Tống sử, Tống Cao Tông nhận xét: "Người có tài năng để làm việc thì không ít, nhưng chăm chăm vì nước. thì không ai như Tuấn." Khi đã là Thượng Hoàng, Cao Tông nói với con trai Trương Tuấn là Trương Tấn, một bậc tông sư về Lý học, rằng: "Ta và cha của khanh, nghĩa là vua tôi, tình như cha con."
Trọn đời Trương Tuấn phản đối nghị hòa, gặp phải Tần Cối và gian đảng mà lận đận hơn 20 năm. Trong lần bị biếm chức cuối cùng, trên đường đến nơi lưu đày, ông dâng sớ phản đối nghị hòa, kết thúc bản sớ còn viết: "(Hoàng) thượng như muốn dùng lại Tuấn, ngay hôm ấy lập tức lên đường, không dám lấy cớ già bệnh mà chối từ!" Tống sử đánh giá: "Ông ta nói như vậy, đúng là tấm lòng yêu vua lo nước!" Trương Tuấn còn gởi thư cho các con trai, viết: "Ta là tướng quốc, không thể khôi phục Trung Nguyên, rửa mối nhục của tổ tông, chết rồi, đừng táng bên trái mộ của tiền nhân, mà táng dưới Hành Sơn là được rồi!"
Trương Tuấn đã đề bạt rất nhiều nhân tài văn, võ, về sau là những danh thần, danh tướng một thời, đóng góp to lớn cho đất nước. Văn là Ngu Doãn Văn, Uông Ứng Thần, Vương Thập Bằng, Lưu Củng, Dương Vạn Lý... võ là Khúc Đoan, Ngô Giới, Ngô Lân, Lưu Kĩ,...

## Hậu thế ghi nhớ

### Nhà Tống
Tống Hiếu Tông vô cùng kính trọng, luôn gọi là "Ngụy công", không nhắc đến tên của Trương Tuấn. Nghe tin ông mất, Hiếu Tông thương tiếc, nghỉ chầu 2 buổi, tặng Thái Bảo, sau đó tặng thêm Thái sư. Năm Càn Đạo thứ 5 (1169), đặt thụy là Trung Hiến.
Trong những năm Thuần Hi (1190 – 1194) đời Hiếu Tông, quê hương của ông là Miên Trúc, Tứ Xuyên đã xây dựng "Tiến Đức đường" để thờ cúng.
Tống Lý Tông đánh giá Trương Tuấn, Triệu Đỉnh là gương mẫu của tể tướng, cho vẽ hình ông trên Chiêu Huân các, xem Trương Tuấn là một trong 24 công thần của nhà Tống. Nhà Lý học nổi tiếng là Ngụy Liễu Ông xây dựng Tử Nham thư viện để kỷ niệm Trương Tuấn và Trương Tấn.

### Nhà Nguyên
Quang lộc đại phu Triệu Thế Duyên quyên bổng lộc của mình để xây Từ kỷ niệm Trương Tuấn, triều đình ban tên là Tử Nham thư viện. Năm Duyên Hữu thứ 5 (1318), đại thần, tác giả tán khúc là Trương Dưỡng Hạo trước tác "Sắc tứ Thành Đô Tử Nham thư viện ký".

### Nhà Minh
Ngày Giáp dần tháng 2 năm Hồng Vũ thứ 21 (1388), Minh Thái Tổ hạ chiếu đưa danh thần các đời vào thờ trong miếu Đế vương, lễ quan tâu lên gồm có Trương Tuấn cùng Chu Công Đán, Thái Công Vọng, Trương Lương, Gia Cát Lượng, Phòng Huyền Linh... cả thảy 36 vị.
Năm Gia Tĩnh thứ 3 (1524), Minh Thế Tông hạ chiếu sửa sang phần mộ của cha con Trương Tuấn, ban sắc xây dựng "Trương Tuấn từ ", rồi hạ chỉ cho xây dựng "Nam Hiên thư viện" (hiệu của Trương Tấn là Nam Hiên), ngự thư ban cho biển ngạch; mệnh gọi đất xây mộ của họ là "quan sơn"; ghi lại vị trí mộ của Trương Tuấn, Trương Tấn ở Ninh Hương và cha mẹ Trương Tuấn ở Miên Trúc vào tự điển quốc gia; sai Thủ phụ Dương Đình Hòa soạn ra "Trùng tu Trương Tuấn từ đường ký".
Thời Minh Anh Tông, triều đình hạ chỉ miễn sai dịch cho hậu duệ của Trương Tuấn.

### Nhà Thanh
Thời Thuận Trị, Trương Tuấn nằm trong số 41 vị danh thần các đời được đưa vào thờ trong miếu Đế vương.
Năm Càn Long thứ 11 (1746), tuần phủ Truy Bộ Tích Phất tại vị trí cũ của nha môn Đô ti, khôi phục thư viện ở phía nam thành.
Năm Gia Khánh thứ 25 (1820), tuần phủ Tả Hạnh Trang tại vị trí cũ Diệu Cao Phong (đỉnh Diệu Cao) xây dựng lại; rồi trên đỉnh núi cho dựng "Nam Hiên phu tử từ", phía trước làm gác Văn Tinh, được Đạo Quang ngự thư ban cho tấm biển "Lệ Trạch Phong Trường".
Năm Đồng Trị thứ 8 (1869), triều đình cho xây dựng lại mộ của cha con Trương Tuấn, rồi hạ chiếu thư: "Quan viên văn võ lớn nhỏ đến đây đều phải dừng chân xuống xe vái lạy." Miễn trừ sai dịch cho hậu nhân của Trương Tuấn.

### Hiện đại
Năm 1983, chính phủ tỉnh Hồ Nam xác định mộ của cha con Trương Tuấn là văn vật được bảo hộ cấp tỉnh, hiện nay đã là văn vật được bảo hộ cấp quốc gia, lập ra Hội Nghiên cứu tư tưởng Trương Tuấn, Trương Tấn.
Tại vị trí cũ của Tử Nham thư viện, ngày nay là Trung học Miên Trúc, Miên Trúc, Tứ Xuyên cho dựng tượng Trương Tuấn và Nhạc Phi, đề thơ "Tống Tử Nham Trương tiên sanh bắc phạt"; tại mộ của cha mẹ Trương Tuấn thuộc công viên Bách Lâm xây dựng "Trương Tuấn Trương Tấn kỷ niệm quán".